# Nelsonov tjesnac (Čile)
Nelsonov tjesnac (eng. Nelson Strait je tjesnac u Čileanskom arhipelagu. Nalazi se u regiji Magallanes y Antártica Chilena u čileanskoj Patagoniji.
Tjesnac se otvara na zapadu u Tihi ocean, na između otoka Diego de Almagro na sjeveru i otoka Ramírez na jugu.
Tjesnac se prema istoku širi u plitku kotlinu posutu stijenama koja vodi u različite kanale. To su (u smjeru kazaljke na satu sa sjevera) kanal Esteban, (između otoka Jorge Montt i Esperanza), kanal Sarmiento (između Vancouvera i Piazzija), kanal Smyth (između Piazzija i Sjevernog Rennella) i kanal Uribe (između Sjevernog Rennella i Vidala Gomeza).
Nelsonov tjesnac nije pogodan za opću plovidbu.

## Vanjske poveznice
- United States Hydrographic Office, South America Pilot (1916)
- Instituto Hidrográfico de la Armada de Chile. 1974. Atlas Hidrográfico de Chile. Primera edición izdanje